# Yūki Furukawa

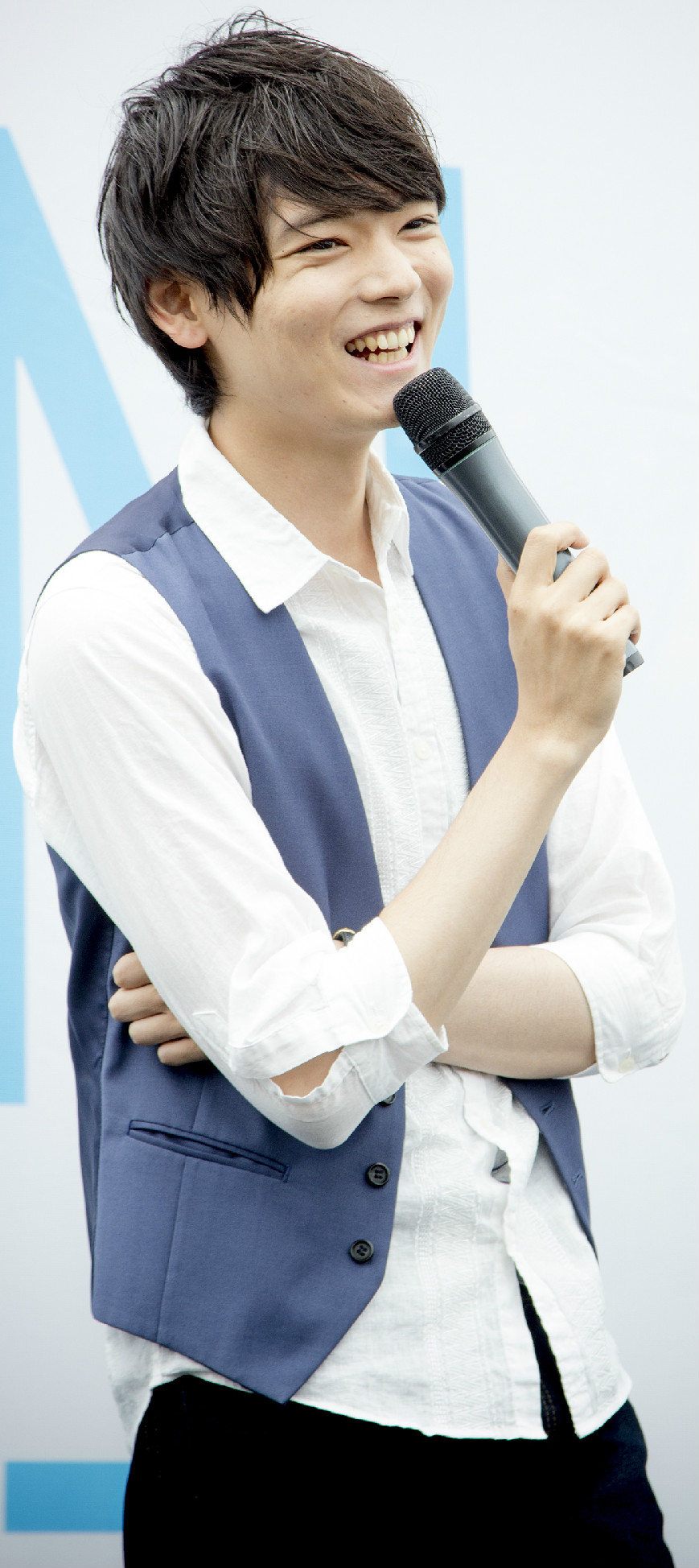
Yūki Furukawa (2014)

Yūki Furukawa (jap. 古川 雄輝, Furukawa Yūki; * 18. Dezember 1987 in der Präfektur Tokio) ist ein japanischer Schauspieler.

## Leben
Furukawa wurde in Tokio geboren. Im Jahr 1995 zog seine Familie nach Toronto um. Nach dem Abschluss der Mittelschule ging er in die USA, um die Keio-Akademie New York zu besuchen. Dort fing er an, Breakdance zu lernen. Im Alter von 19 Jahren kehrte er nach Tokio zurück und begann das Bachelorstudium in Systemdesign-Ingenieurwissenschaften an der Keio-Universität. Als Leiter der studentischen Tanzgruppe "Revolve" gewann er den Wettbewerb "Mr. Keio" des Jahres 2009. Daher bekam er die Chance, an der "Horipro's 50th Anniversary Actor Audition" im Jahr 2010 teilzunehmen, wobei ihm der spezielle Jurypreis verliehen wurde. Danach entschied er sich, sich als professioneller Schauspieler zu entwickeln.
Neben seiner Muttersprache spricht Furukawa fließend Englisch. Seinen Durchbruch hatte er als Domenico, ein japanischer katholischer Priester, im bilingualen Bühnenstück Anjin: The Shogun and the English Samurai, unter der Regie von Gregory Doran, das zuerst in Japan und anschließend in London aufgeführt wurde.
2013 hatte Furukawa einen großen Erfolg in der Hauptrolle des Irie Naoki in der auf einem Manga basierenden Fernsehserie Itazura na Kiss~Love in TOKYO.  Diese Fernsehserie wurde auch in die USA, nach Festlandchina, Hongkong usw. verkauft. Dadurch erlangte er internationale Bekanntheit, insbesondere in Festlandchina.

## Filmografie

### Fernsehserien
| Jahr | Titel                                             | Fernsehsender       | Rolle            | Anmerkungen                |
| ---- | ------------------------------------------------- | ------------------- | ---------------- | -------------------------- |
| 2011 | Asuko machi~Asuka kogyo koko monogatari~          | TV Asahi            | Kishi Tetsuro    |                            |
| 2011 | Tonari no akumachan~Mizu to mizonokuchi~          | Fuji Television     | Aota Hiroki      |                            |
| 2011 | 99 Days with the Superstar                        | Fuji Television     | Natsume Junkichi |                            |
| 2011 | Bitter Sugar                                      | NHK                 | Kawasaki Jun     |                            |
| 2011 | Ikebukuro West Gate Park                          | BeeTV               | Ando Takashi     | als Anime Synchronsprecher |
| 2012 | Rich Man Poor Woman                               | Fuji Television     | Kuka Tomoki      |                            |
| 2012 | Ten no hakobune                                   | WOWOW               |                  |                            |
| 2013 | Itazura na Kiss~Love in TOKYO                     | Fuji Television Two | Irie Naoki       | als Hauptdarsteller        |
| 2013 | Yae no Sakura                                     | NHK                 | Kozaki Hiromichi |                            |
| 2013 | Otto no kanojo                                    | TBS                 | Ishiguro Yasushi |                            |
| 2014 | Hoshi Shinichi Mystery Special - Kiri no hoshi de | Fuji Television     |                  |                            |
| 2017 | Erased                                            | Netflix             | Satoru Fujinuma  | als Hauptdarsteller        |

### Filme
| Jahr | Titel                           | Regisseur        | Filmverleih                          | Rolle            | Anmerkungen                   |
| ---- | ------------------------------- | ---------------- | ------------------------------------ | ---------------- | ----------------------------- |
| 2011 | Oberschul-Debüt                 | Tsutomu Hanabusa | Asmik Ace Entertainment              | Asaoka Yui       |                               |
| 2011 | Men's egg Drummers              | Yudai Yamaguchi  | Kadokawa Contents Gate               | Keita            | als Hauptdarsteller           |
| 2011 | Tomio                           | Junji Ito        | Geneon Universal Entertainment Japan | Tomio            | als Hauptdarsteller           |
| 2012 | ROBO-G                          | Shinobu Yaguchi  | Altamira Pictures                    | Shimizu Masahiro |                               |
| 2012 | Miss Boys! Yujo no yukue hen    | Sakichi Sato     | Geneon Universal Entertainment Japan | Azuma Shuichi    |                               |
| 2012 | Torihada                        | Koichiro Miki    | KlockWorx Co.ltd                     | Yamamoto takashi |                               |
| 2013 | Beyond the Memories             | Takehiko Shinjo  | Toho                                 | Komine Kiyomasa  |                               |
| 2013 | The Eternal Zero                | Takashi Yamazaki | Toho                                 |                  |                               |
| 2014 | I Love You in TOKYO             | Koto Nagata      |                                      | Banto Tamotsu    | Kurzfilm; als Hauptdarsteller |
| 2014 | WOOD JOB! Easy Life in Kamusari | Shinobu Yaguchi  | Toho                                 |                  |                               |

## Bühnenstücke
| Jahr | Titel                                                             | Regisseur         | Rolle         | Anmerkungen                           |
| ---- | ----------------------------------------------------------------- | ----------------- | ------------- | ------------------------------------- |
| 2010 | Koi baba 14-sai                                                   | Kazuo Yamamoto    | James Mitsuno |                                       |
| 2010 | Hena choko Venus                                                  | Toshiyuki Morioka | Kaneda Tatsuo |                                       |
| 2011 | Twelve Tender Killers in a Mixed-up World~Target on Luxury Liner~ | Kazuo Yamamoto    | Ikaru Kohei   |                                       |
| 2012 | Enron                                                             | David Grindley    | Ramsay        |                                       |
| 2012 | Anjin: The Shogun and the English Samurai                         | Gregory Doran     | Domenico      | in Japan und London (2013) ausgeführt |
| 2014 | Oretachi no ashita                                                | Takaya Okamoto    | Fudo Ryu      | als Hauptdarsteller                   |

## Auszeichnungen
- 2010: Spezieller Jurypreis der "Horipro's 50th Anniversary Actor Audition"